# Joachim Spremberg
Joachim Spremberg, född 3 november 1908 i Berlin, död 1975, var en tysk roddare.
Spremberg blev olympisk guldmedaljör i fyra med styrman vid sommarspelen 1932 i Los Angeles.